# Castelmassa
Castelmassa is een gemeente in de Italiaanse provincie Rovigo (regio Veneto) en telt 4342 inwoners (31-12-2004). De oppervlakte bedraagt 11,9 km², de bevolkingsdichtheid is 365 inwoners per km².
De volgende frazioni maken deel uit van de gemeente: Pio.

## Demografie
Castelmassa telt ongeveer 1828 huishoudens. Het aantal inwoners daalde in de periode 1991-2001 met 8,7% volgens cijfers uit de tienjaarlijkse volkstellingen van ISTAT.
| Jaar | Inwoneraantal |
| ---- | ------------- |
| 1991 | 4724          |
| 2001 | 4312          |

## Geografie
De gemeente ligt op ongeveer 12 m boven zeeniveau.
Castelmassa grenst aan de volgende gemeenten: Calto, Castelnovo Bariano, Ceneselli, Felonica (MN), Sermide (MN).

## Geboren in Castelmassa
- Enrico Castellani (1930-2017), beeldend en installatiekunstenaar